# Георг фон Бісмарк
Георг фон Бісмарк (нім. Georg von Bismarck; 15 лютого 1891, Кюстрін, Німецька імперія — 31 серпня 1942, біля Ель-Аламейна, Єгипет) — німецький воєначальник, генерал-лейтенант. Кавалер Лицарського хреста Залізного хреста (29 вересня 1942).

## Біографія
Походив з Брістської гілки роду Бісмарків. Син німецького політика Клауса VI фон Бісмарка (1851—1923), прусського королівського лісничого, і Валлі Вітте (1859—1951).
Після закінчення навчання в 1910 році поступив фанен-юнкером в гусарський полк «Граф Гетцен» (2-й сілезький) № 6. Учасник Першої світової війни, обер-лейтенант. Воював на Західному і Карпатському фронтах. Відзначений численними нагородами.
Після війни залишився в рейхсвері, в 1938 році призначений командиром 7-го кавалерійського стрілецького полку.
Під час Другої світової війни зі своїм полком брав участь у Польській і Французькій (прорив лінії Мажино) кампаніях. В 1941 році став командиром бригади, пізніше — командиром 20-ї танкової дивізії на Східному фронті. В січні 1942 року переведений в африканський корпус і призначений командиром 21-ї танкової дивізії.
В ніч з 30 на 31 серпня 1942 року Бісмарк загинув під час мінометного обстрілу в битві при Алам-ель-Халфі.

## Звання
| Звання            | Дата присвоєння               |
| ----------------- | ----------------------------- |
| Фанен-юнкер       | 13 червня 1910                |
| Фенріх            | 20 червня 1911                |
| Оберлейтенант     | 27 січня 1917                 |
| Гауптман          | 1 травня 1924                 |
| Майор             | 1 січня 1934                  |
| Оберстлейтенант   | 1 серпня 1937                 |
| Оберст            | 1 лютого 1939                 |
| Генерал-майор     | 19 лютого 1942                |
| Генерал-лейтенант | 16 листопада 1942 (посмертно) |

## Нагороди
- Залізний хрест 2-го і 1-го класу
- Лицарський хрест ордена Дому Гогенцоллернів з мечами
- Орден «За військові заслуги» (Баварія) 4-го класу з мечами
- Лицарський хрест ордена Військових заслуг Карла Фрідріха
- Ганзейський Хрест (Гамбург)
- Хрест «За військові заслуги» (Австро-Угорщина) 3-го класу з військовою відмінністю
- Почесний хрест ветерана війни з мечами
- Медаль «За вислугу років у Вермахті» 4-го, 3-го, 2-го і 1-го класу (25 років)[3]
- Застібка до Залізного хреста
  - 2-го класу (20 вересня 1939)
  - 1-го класу (1 жовтня 1939)
- Лицарський хрест Залізного хреста (29 вересня 1940)
- Медаль «За зимову кампанію на Сході 1941/42»
- Нагрудний знак «За танкову атаку»[3]
- Нарукавна стрічка «Африка» — нагороджений посмертно[3]